# Jwles
 (août 2024).
La mise en forme du texte ne suit pas les recommandations de Wikipédia : il faut le « wikifier ».
Les points d'amélioration suivants sont les cas les plus fréquents :
- Les titres sont pré-formatés par le logiciel. Ils ne sont ni en capitales, ni en gras.
- Le texte ne doit pas être écrit en capitales (les noms de famille non plus), ni en gras, ni en italique, ni en « petit »…
- Le gras n'est utilisé que pour surligner le titre de l'article dans l'introduction, une seule fois.
- L'italique est rarement utilisé : mots en langue étrangère, titres d'œuvres, noms de bateaux, etc.
- Les citations ne sont pas en italique mais en corps de texte normal. Elles sont entourées par des guillemets français : « et ».
- Les listes à puces sont à éviter, des paragraphes rédigés étant largement préférés. Les tableaux sont à réserver à la présentation de données structurées (résultats, etc.).
- Les appels de note de bas de page (petits chiffres en exposant, introduits par l'outil «  Source ») sont à placer entre la fin de phrase et le point final[comme ça].
- Les liens internes (vers d'autres articles de Wikipédia) sont à choisir avec parcimonie. Créez des liens vers des articles approfondissant le sujet. Les termes génériques sans rapport avec le sujet sont à éviter, ainsi que les répétitions de liens vers un même terme.
- Les liens externes sont à placer uniquement dans une section « Liens externes », à la fin de l'article. Ces liens sont à choisir avec parcimonie suivant les règles définies. Si un lien sert de source à l'article, son insertion dans le texte est à faire par les notes de bas de page.
- La présentation des références doit suivre les conventions bibliographiques. Il est recommandé d'utiliser les modèles {{Ouvrage}}, {{Chapitre}}, {{Article}}, {{Lien web}} et/ou {{Bibliographie}}. Le mode d'édition visuel peut mettre en forme automatiquement les références.
- Insérer une infobox (cadre d'informations à droite) n'est pas obligatoire pour parachever la mise en page.

Pour une aide détaillée, merci de consulter Aide:Wikification.
Si vous pensez que ces points ont été résolus, vous pouvez retirer ce bandeau et améliorer la mise en forme d'un autre article.
 (août 2024).
 (août 2024).
Jwles, de son vrai nom Jules Abecassis, est un rappeur français d'origine parisienne. Connu pour sa polyvalence musicale, il est à l'aise aussi bien avec des productions hip-hop qu'avec des instrumentaux house. Il est aujourd'hui une figure montante de la plugg music en France[Quand ?].

## Biographie
Jules Abecassis, connu sous le nom de scène Jwles, a grandi jusqu'à l'âge de huit ans à New York avant de déménager à Grasse, puis à Paris. Dès sa majorité, il fonde avec deux amis le collectif artistique LTR Worldwide, qui atteindra jusqu'à une dizaine de membres. Jwles a été influencé dès son plus jeune âge par son père, un fan de Snoop Dogg et NTM, qui l'a emmené voir un concert de 50 Cent. Ces influences l'ont marqué profondément et ont contribué à sa passion pour des paroles percutantes et authentiques. Il a deux frères qui sont américains, l'un d'entre eux étant le rappeur Le Lij.

## Carrière
Jwles commence à rapper en anglais à l'âge de 16 ans, influencé par ses années passées aux États-Unis et son goût pour le rap américain. Son séjour à Atlanta en 2018, où il rencontre le producteur Nutso, est déterminant. Il y découvre le DMV flow, un style de rap caractérisé par un débit cadencé et des textes enregistrés phrase par phrase, qu'il adopte immédiatement. Cependant, rapper en anglais en France s'avère être un obstacle, le poussant à revenir au français. Cette transition donne naissance à une écriture plus mûre et unique, mêlant storytelling réaliste et observations politiques désabusées. Jwles se forge au fil du temps un personnage reconnaissable à sa moustache courte, aux cheveux longs et au stylé nonchalant et décontracté.
Le véritable tournant dans la carrière de Jwles survient en 2021 avec la sortie de Joe Da Zin, une collaboration avec le producteur Mad Rey, alors signé chez ED Banger. Ce morceau, fusionnant le DMV flow avec des sonorités house, rencontre un succès critique et permet à Jwles de se faire connaître sur la scène rap francophone. Le titre cumule plus de 800 000 streams sur Spotify et marque le début d'une série de collaborations fructueuses avec des artistes issus de la scène électronique française. Deux ans plus tard, en octobre 2023, Jwles et Mad Rey sortent un EP collaboratif de 10 titres, Le zin dans la maison.
Fort de son succès, Jwles collabore avec des rappeurs installés depuis longtemps dans la scène rap, comme avec Rim'k sur le titre Unique ou avec le québécois Rowjay sur RowZin et RowZin2. En novembre 2023, il est invité sur le freestyle Grünt n°63 par le pianiste Chilly Gonzales, autre personnage déjanté et moustachu. On y retrouve aussi deux autres rappeurs de son collectif LTR : son ami de longue date Bob Marlich et son frère Le Lij.

## Collectif LTR Worldwide
Le collectif LTR Worldwide, fondé par Jwles, est une composante essentielle de son parcours. Ce collectif artistique, regroupant divers talents dont des peintres, a pour ambition de créer un univers unique. Bien que Jwles ait quitté le collectif, il continue de collaborer avec d'autres artistes, formant un cercle de "zins" avec qui il partage une énergie créative tout en restant indépendant.

## Discographie[8]

### Albums
- Du Purusha (2015)
- Diggin' Thru the Mine, Vol. 2 (2017)
- Le Zin & les Autres (2022)
- Bijoux (2024)

### Maxis
- Nil Eau Gange (2018)
- You Can't Make This Shit Up (2019)
- Le Zin & Nutso (2021)
- Le Zin Errant (2022)
- Juste un Moment (2022)
- Le zin dans la maison (2023)
- Blablazin (2023)